# Matt Hancock
Matthew John David Hancock (Cheshire, Reino Unido, 2 de octubre de 1978), conocido como Matt Hancock, es un político británico, miembro del Partido Conservador, ha sido  miembro de parlamento (MP) por West Suffolk desde las elecciones generales del Reino Unido de 2010. Fue Secretario de Estado de Salud y Asistencia Social desde el 2018 hasta el 2021.
Hancock sirvió en varios puestos ministeriales de rango medio desde septiembre de 2013 bajo David Cameron y Theresa May. En 2018 se untó al gabinete como Secretario de Estado para la Cultura, Medios de Comunicación y Deporte en enero de 2018. El 9 de julio de 2018, después de la promoción de Jeremy Hunt a Secretario de Estado para Relaciones Exteriores, se nombró a Hancock como secretario de Estado para la Salud del Reino Unido. El 25 de mayo de 2019, Hancock anunció su intención de postularse en la elección de liderazgo del Partido Conservador de 2019. Se retiró el 14 de junio después de la primera votación.
El 25 de junio de 2021 se reveló que Hancock había quebrado las reglas del distanciamiento físico que se habían aplicado en el Reino Unido cuando una cámara de vigilancia lo filmó besando y abrazando a su amante en su oficina de gobierno. Estas fotos se habían publicado el 6 de mayo de 2021 en el periódico The Sun.
Las reglas del gobierno británico durante la pandemia solo permitían el contacto cercano con extraños a partir del 17 de mayo de 2021.
Hancock renunció a su puesto como Secretario de Estado de Salud el 26 de junio de 2021.Fue reemplazado en ese cargo por Sajid Javid el mismo día de su renuncia.